# Các cậu bé của Jo
Các cậu bé của Jo, và cách họ biến thành những người đàn ông hay còn gọi là Các cậu bé của Jo, đây là phần tiếp theo của "Little Men"- một cuốn sách của Louisa May Alcott. Nó được xuất bản vào năm 1886; kể về những gì đã xảy ra với những đứa trẻ ở Plumfield khi chúng lớn lên.

## Nội dung
Năm 1862, tác giả đã đến Washington làm y tá. Trong tác phẩm này, Louisa đã miêu tả về thời gian đã hoàn thành công trình của nó. Bên cạnh Plumfield giờ đây đã mọc lên một trường đại học nho nhỏ thật sự với các sinh viên đến từ khắp mọi miền đất nước. Các chàng trai của Jo nay đã là những thanh niên khỏe mạnh rải đi khắp nơi, nhưng không vì thế mà quên ngôi trường Plumfield, cũng như bà Jo, dĩ nhiên, người chúng cần hơn bao giờ hết những khi chũng có điều khó xử, những lúc các trái tim non nớt trải qua thử thách đầu tiên.